# Robert Hochbaum
Pour les articles homonymes, voir Hochbaum.
Robert Hochbaum, né le 5 juin 1954 à Pforzheim, est un homme politique allemand, membre de l'Union chrétienne-démocrate (CDU).

## Biographie

### Parcours politique
Après avoir rejoint la CDU en 1983, il est élu député en 2002 dans la circonscription de Vogtland – Plauen, renommée Vogtlandkreis en 2009. Réélu en 2005, 2009 et 2013, il ne se représente pas en 2017. Il est remplacé par la députée Yvonne Magwas (CDU), qui a dirigé son cabinet de 2005 à 2013.

### Vie privée
Il est marié, père de trois enfants et de religion protestante.

## Prises de position
En juin 2017, il vote avec la majorité des députés de son groupe contre l'autorisation du mariage homosexuel en Allemagne.